# 1 000 kilomètres de Brands Hatch 1970
Navigation
Édition précédente Édition suivante
Les 1 000 kilomètres de Brands Hatch 1970, disputées le 12 avril 1970 sur le circuit de Brands Hatch, sont la cinquième édition de cette épreuve, la première sur un format de 1 000 kilomètres et la troisième manche du championnat du monde des voitures de sport 1970.

## Course

### Classement de la course

#### Classés
Classement à l'issue de la course (vainqueurs de catégorie en gras), :
| Pos. | Catégorie | N° | Écurie                            | Pilotes                           | Châssis/Moteur         | Pneus                     | Tours |
| ---- | --------- | -- | --------------------------------- | --------------------------------- | ---------------------- | ------------------------- | ----- |
| 1    | S 5.0     | 10 | John Wyer Automotive Engineering  | Pedro Rodríguez Leo Kinnunen      | Porsche 917 K          | Porsche 4.5L Flat-12      | 235   |
| 2    | S 5.0     | 11 | Porsche Salzburg                  | Vic Elford Denny Hulme            | Porsche 917 K          | Porsche 4.5L Flat-12      | 230   |
| 3    | S 5.0     | 12 | Porsche Salzburg                  | Richard Attwood Hans Herrmann     | Porsche 917 K          | Porsche 4.5L Flat-12      | 227   |
| 4    | P 3.0     | 57 | Racing Team AAW                   | Hans Laine Gijs Van Lennep        | Porsche 908/2          | Porsche 3.0L Flat-8       | 227   |
| 5    | S 5.0     | 2  | SpA Ferrari SEFAC                 | Chris Amon Arturo Merzario        | Ferrari 512S           | Ferrari 5.0L V12          | 225   |
| 6    | P 3.0     | 56 | Martini International             | Gerard Larrousse Gerhard Koch     | Porsche 908/2          | Porsche 3.0L Flat-8       | 217   |
| 7    | S 5.0     | 5  | Ecurie Bonnier                    | Jo Bonnier Reine Wisell           | Lola T70 Mk.3B         | Chevrolet 5.0L V8         | 217   |
| 8    | S 5.0     | 1  | SpA Ferrari SEFAC                 | Jacky Ickx Jackie Oliver          | Ferrari 512S           | Ferrari 5.0L V12          | 213   |
| 9    | P 3.0     | 28 | John L'Amie                       | John L'Amie Tommy Reid (pl)       | Porsche 910            | Porsche 1.9L Flat-6       | 211   |
| 10   | S 2.0     | 25 | Central Garage (Mirfield)         | John Lepp George Silverwood       | Chevron B8             | BMW 1.8L I4               | 211   |
| 11   | P 3.0     | 28 | Nick Gold                         | Mike Beuttler Nick Gold           | Porsche 910            | Porsche 1.9L Flat-6       | 201   |
| 12   | P 3.0     | 51 | Équipe Matra-Simca                | Jack Brabham Jean-Pierre Beltoise | Matra-Simca MS650 (de) | Matra 3.0L V12            | 201   |
| 13   | S 5.0     | 3  | Scuderia Filipinetti              | Herbert Müller Mike Parkes        | Ferrari 512 S          | Ferrari 5.0L V12          | 197   |
| 14   | S 2.0     | 25 | Intertech Steering Wheels         | John Lepp Angus Clydesdale        | Chevron B8             | BMW 1.8L I4               | 195   |
| 15   | P 2.0     | 81 | A. M. Graphic Racing Organisation | Gerry Birrell Andrew Mylius       | Gropa CMC              | Ford-Cosworth FVC 1.8L I4 | 195   |
| 16   | P 2.0     | 79 | Roger Nathan Racing               | Roger Nathan Mike Beckwith        | Astra RNR2             | Ford-Cosworth FVC 1.8L I4 | 193   |
| 17   | P 2.0     | 74 | Chevron Racing Team               | John Bridges Peter Lawson         | Chevron B16            | Ford-Cosworth FVC 1.8L I4 | 189   |

### Abandons
| Catégorie | N° | Écurie                                   | Pilotes                                 | Châssis                | Moteur                    | Tours |
| --------- | -- | ---------------------------------------- | --------------------------------------- | ---------------------- | ------------------------- | ----- |
| P 2.0     | 72 | Mark Konig                               | Tony Lanfranchi Mark Konig              | Nomad Mk.2             | BRM 2.0L V8               | 185   |
| P 3.0     | 58 | Ecurie Evergreen                         | Alain de Cadenet Jorge Omar del Rio     | Porsche 908/2          | Porsche 3.0L Flat-8       | 179   |
| S 5.0     | 9  | John Wyer Automotive Engineering         | Jo Siffert Brian Redman                 | Porsche 917 K          | Porsche 4.5L Flat-12      | 176   |
| P 3.0     | 52 | Équipe Matra-Simca                       | Henri Pescarolo Johnny Servoz-Gavin     | Matra-Simca MS650 (de) | Matra 3.0L V12            | 161   |
| S 2.0     | 21 | Worcestershire Racing Association        | John Bamford Peter Creasey James Tangye | Chevron B8             | BMW 1.8L I4               | 112   |
| P 2.0     | 77 | Worcestershire Racing Association        | Mike Walker John Burton                 | Chevron B16            | Ford-Cosworth FVC 1.8L I4 | 101   |
| S 2.0     | 24 | Lec Refrigeration                        | David Purley Chris Skeaping             | Chevron B8             | BMW 1.8L I4               | 88    |
| S 2.0     | 22 | Paul Watson Race Organisation            | Trevor Twaites Peter Smith              | Chevron B8             | BMW 1.8L I4               | 73    |
| S 2.0     | 26 | Road & Racing Accessories (Holborn) Ltd. | Paul Vestey Roy Pike                    | Porsche 910            | Porsche 1.9L Flat-6       | 73    |
| P 2.0     | 76 | Digby Martland                           | Charles Lucas Digby Martland            | Chevron B16            | Ford-Cosworth FVC 1.8L I4 | 69    |
| S 2.0     | 71 | Hans-Dieter Blatzheim                    | Hans-Dieter Blatzheim Ernst Kraus       | Porsche 907            | Porsche 1.9L Flat-6       | 56    |
| P 3.0     | 60 | Autodelta SpA                            | Piers Courage Andrea de Adamich         | Alfa Romeo T33/3       | Alfa Romeo 3.0L V8        | 54    |
| S 5.0     | 7  | Grand Bahama Racing Team                 | Mike De Udy Frank Gardner               | Lola T70 Mk.3B         | Chevrolet 5.0L V8         | 26    |
| P 3.0     | 59 | Ecurie Evergreen                         | Chris Craft Trevor Taylor               | McLaren M8C            | Ford-Cosworth DFV 3.0L V8 | 25    |
| S 5.0     | 82 | Daren Cars Ltd.                          | Jeremy Richardson Peter Brown           | Daren Mk.2             | Ford-Cosworth FVC 1.8L I4 | 12    |
| P 2.0     | 75 | Chevron Racing Team                      | John Hine Ian Skailes                   | Chevron B16            | Ford-Cosworth FVC 1.8L I4 | 9     |
| S 5.0     | 7  | Grand Bahama Racing Team                 | Barrie Smith Howden Ganley              | Lola T70 Mk.3B         | Chevrolet 5.0L V8         | 0     |